# La pedagogia degli oppressi
La pedagogia degli oppressi è un libro del pedagogista brasiliano Paulo Freire. L'autore lo iniziò a scrivere nel 1967 in Cile, mentre vi era esiliato; scritti i primi tre capitoli e ritenendo l'opera compiuta (comprendente i soli primi tre capitoli), Freire la fece leggere all'amico filosofo Ernani Maria Fiori affinché vi apponesse la prefazione; Fiori suggerì all'amico di scrivere un quarto capitolo di analisi politica, intento che Freire realizzò nei mesi successivi. Conclusa l'opera nel 1968, Freire intendeva pubblicarla in Cile, ma ciò non fu possibile per difficoltà politiche. Il manoscritto fu in seguito consegnato al teologo americano Richard Shaull che, dopo averlo letto, così si espresse: "This book will cause a revolution in the world. It came at a good moment to support political practices in many areas, including Liberation Theology!". Shaull suggerì di farlo tradurre in inglese da Myra Ramos e pubblicarlo negli Stati uniti con la sua prefazione. Così la prima edizione uscì solo nel 1970, in inglese, a New York, da Herder & Herder; in Italia uscì la prima volta nel 1971 da Mondadori. Solo nel 1975 fu possibile farlo uscire nella lingua in cui fu scritto in Brasile.. Da metà degli anni '90 è possibile sperimentare e applicare il metodo di coscientizzazione presentato da Paulo Freire in Pedagogia degli Oppressi nel corso della Settimana Nazionale del Freire. L'evento di formazione è un evento gratuito e non commerciale che viene realizzato in Italia ogni anno in estate a cura di Simone Deflorian.

## Contenuto
L'autore esordisce descrivendo i rapporti socio-pedagogici tra oppressori e oppressi. Introduce la sua opera con la dicotomia sociale esistente tra oppressori e oppressi: nello specifico gli oppressori sono coloro che applicano, secondo Freire, uno “scetticismo reazionario” volto al mantenimento dello “status quo”, mentre gli oppressi applicano, una volta presa coscienza di tale condizione, il cosiddetto “radicalismo rivoluzionario” volto al cambiamento dello stato sociale.
Dopo questa breve introduzione, all'interno del primo capitolo descrive i fenomeni o meglio i processi che avvengono all'interno di un regime di oppressori/oppressi, basato su di un rapporto di forza che di fatto privilegia l'oppressore. Egli individua i processi di “disumanizzazione” e prescrizione, dove per “disumanizzazione” intende la violazione dei diritti, l'ingiustizia sociale, la fame e la negazione di accesso alla conoscenza. Mentre per “prescrizione” intende quel processo particolare d'introiezione dei valori degli oppressori, dove la percezione di cambiamento è intesa nello svoltare da oppresso in oppressore.
Al fine di contrastare i primi due processi, Freire introduce il concetto di “inserzione critica”, ovvero quel processo atto a contrastare la disumanizzazione e la prescrizione. 
L'“inserzione critica” prevede due sotto-processi, quello della “presa di coscienza” e quello di “educazione problematizzante”. La presa di coscienza è da intendersi come presa di coscienza della condizione di uomo come tale e non come cosa o strumento, mentre l'educazione problematizzante viene distinta da quella “depositaria”.
L'educazione depositaria, ricercata e incoraggiata dall'oppressore, è intesa “come se” gli educandi fossero dei “contenitori” all'interno dei quali gli educatori versano il loro contenuto di sapere. L'educazione problematizzante, quella auspicabile come fine della lotta alla condizione di oppressi, è intesa al contrario come dialogo caratterizzante l'apprendimento e il vivere sociale.
Il dialogo e, nello specifico, quelli che il Freire chiama “temi generatori” del dialogo, di fatto caratterizza tutto il contenuto del terzo capitolo insieme a quello che poi in seguito sarà definito come “metodo di alfabetizzazione”.
Il tema generatore è un argomento educativo che, una volta individuato, viene analizzato e suddiviso in quattro fasi:
1. ricerca;
2. codifica;
3. decodifica;
4. restituzione.

Infine il quarto e ultimo capitolo parla di leadership. La leadership viene suddivisa in leadership degli oppressori e leadership degli oppressi. La leadership degli oppressori propone un'azione oppressiva e antidialogica, volta alla conquista, alla divisione degli oppressi secondo il principio divide et impera, alla manipolazione attraverso la creazione di falsi leader e di false organizzazioni rappresentative e infine l'invasione sia culturale, tramite la creazione di falsi miti, sia economica, mediante il sistema bancario.
Al fine di contrastare l'azione oppressiva e antidialogica posta in essere dagli oppressori, gli oppressi necessitano di azione dialogica basata sulla collaborazione, la distribuzione delle informazioni, l'unione, l'organizzazione e infine la sintesi culturale secondo l'educazione problematizzante.

## Edizioni in italiano
- La pedagogia degli oppressi, Milano, Mondadori, 1971; Torino, EGA, 2002. ISBN 88-7670-434-5; Torino, Gruppo Abele, 2011. ISBN 978-88-6579-004-5.